# メーティス
メーティス（古希: Μῆτις、古代ギリシア語ラテン翻字: Mē̃tis）は、ギリシア神話に登場する女神である。長母音を省略してメティスとも表記される。名は「知恵」の意味。「叡智」や「思慮」及び「助言」を意味する知性の神である。
英語ではミーティス（Metis [ˈmiːtɪs]）。
木星の第16衛星メティスや小惑星帯の小惑星メティスの名の由来である。

## 類縁
3000人いるというオーケアノスとテーテュースの娘オーケアニデスの1人であり、ティーターン神族に数えられる。ゼウスの最初の妻であり、アテーナーの母である。
またプラトーンの『饗宴』によれば、メーティスはポロスの母、つまりエロースの祖母であるともされる。

## 物語
ティーターン神族の末弟クロノスは母ガイアの命を受けて父であるウーラノスを倒し、神々の王となった。しかし、その際にウーラノスによって自身も同様に子に倒されるという予言を受け、子が生まれるたびにそれを飲み込んだ。クロノスの妻レアーはそれを悲しみ、ガイアに相談して闇夜の外で末子ゼウスを産み、石をゼウスと偽って持ち帰り、それをクロノスに飲み込ませたために助かった。
ゼウスはクレーテー島で育てられ、成人すると母レアーと知恵の女神メーティスと共に、食べられた兄姉たちの仇を打つことにした。ゼウスはメーティスに命じ、メーティスは自分の作った嘔吐薬をネクタル（神酒）に混ぜてクロノスに飲ますことに成功した。クロノスはまずゼウスと偽られて飲み込んだ石を吐き出し、続いてポセイドーン、ハーデース、ヘーラー、デーメーテール、ヘスティアーと、飲み込んだ際とは逆の順で彼らを吐き出した。ただし、一説によればメーティスは関与しておらず、ゼウス自身がクロノスの背中をたたき吐き出させたという。
そして、ゼウスは吐き出された兄姉たちと力を合わせ、クロノスを始めとするティーターンとの戦いティーターノマキアーに勝利した。この戦いにはティーターン神族の長兄であるメーティスの父オーケアノスは参加しなかったという。
その後、神々の王となったゼウスはメーティスを妻として迎え入れた。一説によればメーティスはゼウスの妻ではなく、ゼウスから逃げ回った末に子を身ごもったとされる。このことを知ったガイアとウーラノスは、メーティスの子はゼウスよりも聡明で剛毅であり、もし男児であったらゼウスの地位を脅かすであろうと予言した。そのため、ゼウスは祖父ウーラノスや父クロノスのように子に権力を奪われることを恐れ、用心のために父クロノスのようにメーティスを飲み込んだ。このことでメーティスとゼウスは同化し、ゼウスは知恵の神としても信仰されるようになった。
しかし時はすでに遅く、メーティスはすでに懐妊しており、胎児はゼウスの頭部へ移って生きていた。やがて子が生まれる月になると、ゼウスは痛みに耐えかね、リビュアーのトリートーニス湖のほとりでプロメーテウスやヘーパイストス、ヘルメースなどに相談し、ヘーパイストスに斧で頭を叩き割るように命じた。すると、中からすでに成人し、甲冑で完全に武装した女神が飛び出した。これがアテーナーであった。
この後、メーティスはゼウスの体内で善悪を予言するようになったという。